# Якич, Кристиян
Кри́стиян Я́кич (хорв. Kristijan Jakić; родился 14 мая 1997 года, Сплит, Хорватия) — хорватский футболист, опорный полузащитник немецкого клуба «Аугсбург» и сборной Хорватии.

## Клубная карьера
Якич — воспитанник клубов «Мракай Рунович», Имотски и «Сплит». 20 декабря 2015 года в матче против «Осиека» он дебютировал в чемпионате Хорватии в составе последнего. Летом 2017 года Якич перешёл в «Локомотива». 27 августа в матче против загребского «Динамо» он дебютировал за новую команду. В начале 2018 года Кристиян был арендован клубом «Истра 1961». 10 февраля в матче против «Риеки» он дебютировал за новую команду. По окончании аренды Якич вернулся в «Локомотива». 6 апреля 2019 года в поединке против «Интер Запрешич» Кристиян забил свой гол за клуб.
Летом 2020 года Якич перешёл в загребское «Динамо». Сумма трансфера 1,2 млн евро. В матче против сплитского «Хайдука» он дебютировал за новый клуб. 8 ноября в поединке против своего бывшего клуба «Истра 1961» Кристиян забил свой первый гол за «Динамо». В 2021 году он стал чемпионом и обладателем Кубка Хорватии.
Летом того же года Якич был арендован франкфуртским «Айнтрахтом». В матче против «Штутгарта» он дебютировал в немецкой Бундеслиге. 12 декабря в поединке против «Байера 04» Кристиян забил свой первый гол за «Айнтрахт». В 2022 году он помог клубу выиграть Лигу Европы.

## Международная карьера
В 2016 году в составе юношеской сборной Хорватии Якич принял участие в юношеском чемпионате Европы в Германии. На турнире он сыграл в матче против команды Англии.
8 октября 2021 года в отборочном матче чемпионата мира 2022 против сборной Кипра Якич забил свой первый гол за сборную Хорватии. 

## Достижения
«Динамо» (Загреб)
- Чемпион Хорватии: 2020/21
- Обладатель Кубка Хорватии: 2020/21

«Айнтрахт»
- Победитель Лиги Европы УЕФА: 2021/22

Сборная Хорватии
- Бронзовый призёр чемпионата мира: 2022

Личные
- Орден Хорватской звезды с ликом Франьо Бучара (15 ноября 2023 года)[16].